# Miroslav Ćurčić
Miroslav Ćurčić (Melence, 1962. március 22. – Németország, 2017. augusztus 10.) jugoszláv-szerb labdarúgó, csatár.

## Pályafutása
1982 és 1984 között a másodosztályú Novi Sad, 1984 és 1988 között az élvonalbeli Vojvodina labdarúgója volt. 1989–90-ben a belga Royal Antwerp, 1990 és 1995 között élvonalbeli portugál klubok (Farense, Belenenses, Estoril Praia) játékosa volt. 1996-ban az alsóbb osztályú német SG Egelsbach csapatában fejezte be az aktív labdarúgást.